# Альбрехт II (герцог Баварії)
Альбрехт II (нім. Albrecht II; 1368 — 21 січня 1397) — герцог Баварсько-Штраубінзький у 1389—1397 роках.

## Життєпис
Походив з династії Віттельсбахів. Син Альбрехта I, герцог Баварія-Штраубін, графа Голландії, Зеландії та Геннегау, й Маргарити (доньки Люовіка I П'яста, князя Бжезького). Народився у 1368 році. 1370 року було домовлено про його шлюб з Ганною, донькою імператора Карла IV, проте шлюб не відбувся з політичних причин. З 1377 року виховувався під орудою Іоганна фон Леухтенберга.
Замолоду залучено до політичних справ. 1387 року призначено адміністратором південної частини Баварсько-Штраубінського герцогства. Він не втручався у внутрішній конфлікт своїх стриєчних братів — синів герцога Стефана II. Втім у 1388 році підтримував їх у війні проти Союзу швабських міст і архієпископа Зальцбурга, що тривала до 1389 року.
У 1388 році стає співправителем батька в Голландії, Зеландії та Геннегау. У 1389 році стає герцогом Баварсько-Штраубінським. Саме на Альбрехта II було покладено завдання керуватися баварськими володіннями свого батька. Альбрехт II проводив більшу частину свого часу в Штраубіні, наказав побудувати дороги і церкви, найзначущими з яких були Санкт-Якоб і Санкт-Файт. Полюбляв численні розваги, музик та співаків. Він вигадав рецепт подачі вина з перцем, шафраном та імбиром. Втім, багато зусилля приділяв піднесенню герцогства. Завдяки сприянню Альбрехта II значно поліпшився економічний стан 30 міст та ринків держави.
Організовував та сам відвідував турніри у містах Ландсгут (1390 рік), Нюрнберг (1391 рік), Гейдельберг (1393 рік). Також часто подорожував Європою. 1391 року відвідав Нідерланди, де деякий час мешкав у Гаазі. У 1390 році супроводжував свою сестру Іоганну-Софію до Відня, де був присутнім на її весіллі з Альбрехтом IV, герцогом Австрії. 1393 року побував у Празі, де вів перемовини з імператором Венцеславом. 1395 року надав підтримку французькому принцу та своєму шварґу Жану Безстрашному.
Альбрехт II знову рушив до Голландії, де воював в 1396 році проти фризів разом з батьком і старшим братом Вільгельмом II. У 1397 році невдовзі після повернення з подорожі помер від пневмонії у замку Кельгайм. оскільки він не мав спадкоємців, його права перейшли братам Вільгельму та Іоганну.